# Vino joven
Vino joven (spanisch für „Jungwein“) oder Cosechero (spanisch für „von der [letzten] Ernte“) bezeichnet einen spanischen Wein, der nicht einer Reife im Eichenfass (Barriqueausbau) unterzogen worden und für den baldigen Verbrauch bestimmt ist. Ein vino joven sollte nicht länger als ein Jahr aufbewahrt werden und wird daher auch vino de año („Jahreswein“) genannt.
Im Gegensatz zum vino joven stehen die gereiften Crianza-, Reserva- und Gran-Reserva-Weine.